# Atractus imperfectus
Espèce
Statut de conservation UICN

 DD  : Données insuffisantes
Atractus imperfectus  est une espèce de serpents de la famille des Dipsadidae.

## Répartition
Cette espèce est endémique de la province de Panama au Panama. Elle se rencontre dans la Serranía Piedras-Pacora.

## Description
L'holotype de Atractus imperfectus est incomplet, ne comportant que la tête et le cou de l'animal. Il a été découvert lors de relevés géodésiques dans la province de Panama. Pour autant cette espèce se différencie morphologiquement des autres espèces panaméennes du genre Atractus.

## Étymologie
Son nom d'espèce, du latin imperfectus, « imparfait », lui a été donné en référence à la mauvaise qualité de l'holotype.

## Publication originale
- Myers, 2003 : Rare Snakes—Five New Species from Eastern Panama: Reviews of Northern Atractus and Southern Geophis (Colubridae: Dipsadinae). American Museum Novitates, no 3391, p. 1-47 (texte intégral).